# Drug War
Drug War (Du zhan) è un film del 2012 diretto e prodotto da Johnnie To.

## Distribuzione
Il film è stato presentato per la prima volta il 15 novembre 2012 al Roma Film Festival, mentre nelle sale cinesi è stato distribuito il 2 aprile 2013 (il 18 dello stesso mese in quelle hongkonghesi)